# Estación de Santa Vitória-Ervidel
La Estación Ferroviária de Santa Vitória-Ervidel, también conocida como Estación de Santa Vitória-Ervidel, es una estación ferroviaria de la Línea del Alentejo, que sirve a la localidad de Santa Vitória, en el ayuntamiento de Beja, en Portugal.

## Descripción

### Vías y plataformas
En enero de 2011, presentaba dos vías de circulación, ambas con 430 y 353 metros de longitud, y una solo plataforma, que tenía 50 centímetros de altura y 96 metros de extensión.

## Historia

### Inauguración
El tramo entre Beja y Casével de la Línea del Alentejo, donde esta plataforma se encuentra, entró en servicio el 20 de diciembre de 1870.

### SigloXX
En 1934, la comisión administrativa del Fondo Especial de Ferrocarriles autorizó la realización de obras, con el fin de modificar las rasantes de las líneas en esta plataforma; en ese mismo año, el ministro de Obras Públicas aprobó la instalación de bancos en el suelo del muelle cubierto de esta estación.